# Дурранійська імперія
Дурранійська імперія — історична пуштунська держава, що включала територію сучасних Афганістану, Пакистану, північно-східну частину Ірану й західну частину Індії. Була заснована в Кандагарі у 1747 році полководцем Ахмед-шахом Дуррані. Однак за його наступників імперія розпалась на низку самостійних князівств — Пешаварське, Кабульське, Кандагарське та Гератське. Дурранійська імперія часто розглядається як попередниця сучасної держави Афганістан.

## Історія

### Правління Ахмед-шаха Дуррані (1747—1772)
Правління Надір-шаха завершилось у червні 1747 році, коли його було вбито. Убивство, імовірно, було заплановано його племінником Алі Колі, хоча немає жодних фактичних доказів на підтримку цієї теорії. Тим не менше, коли командири афганців зустрілись пізніше того ж року поблизу Кандагара на Лойя джиргу (раді), щоб обрати правителя для нової єдиної держави, був обраний Ахмед-шах. Попри те, що він був молодшим за інших кандидатів, на його користь було кілька головних факторів:
- Він був прямим нащадком Асадулли Хана, патріархом клану Садозай — найвідомішого у племені пуштунів на той час
- Він був, безсумнівно, найхаризматичнішим лідером і досвідченим воїном, який мав у своєму розпорядженні підготовлені, мобільні сили у кілька тисяч кавалеристів
- Не менш важливим є те, що він робив значний внесок до скарбниці Надір-шаха

Ахмед-шах став правителем та прийняв звання «Дуррані» («Перлина перлин»). Назва, можливо, була запропонована, як це стверджують деякі джерела, самим Ахмед-шахом. Пуштуни надалі стали відомі як Дуррані, та за їхнім іменем отримала назву й нова держава — Дурранійська імперія.

#### Перші перемоги

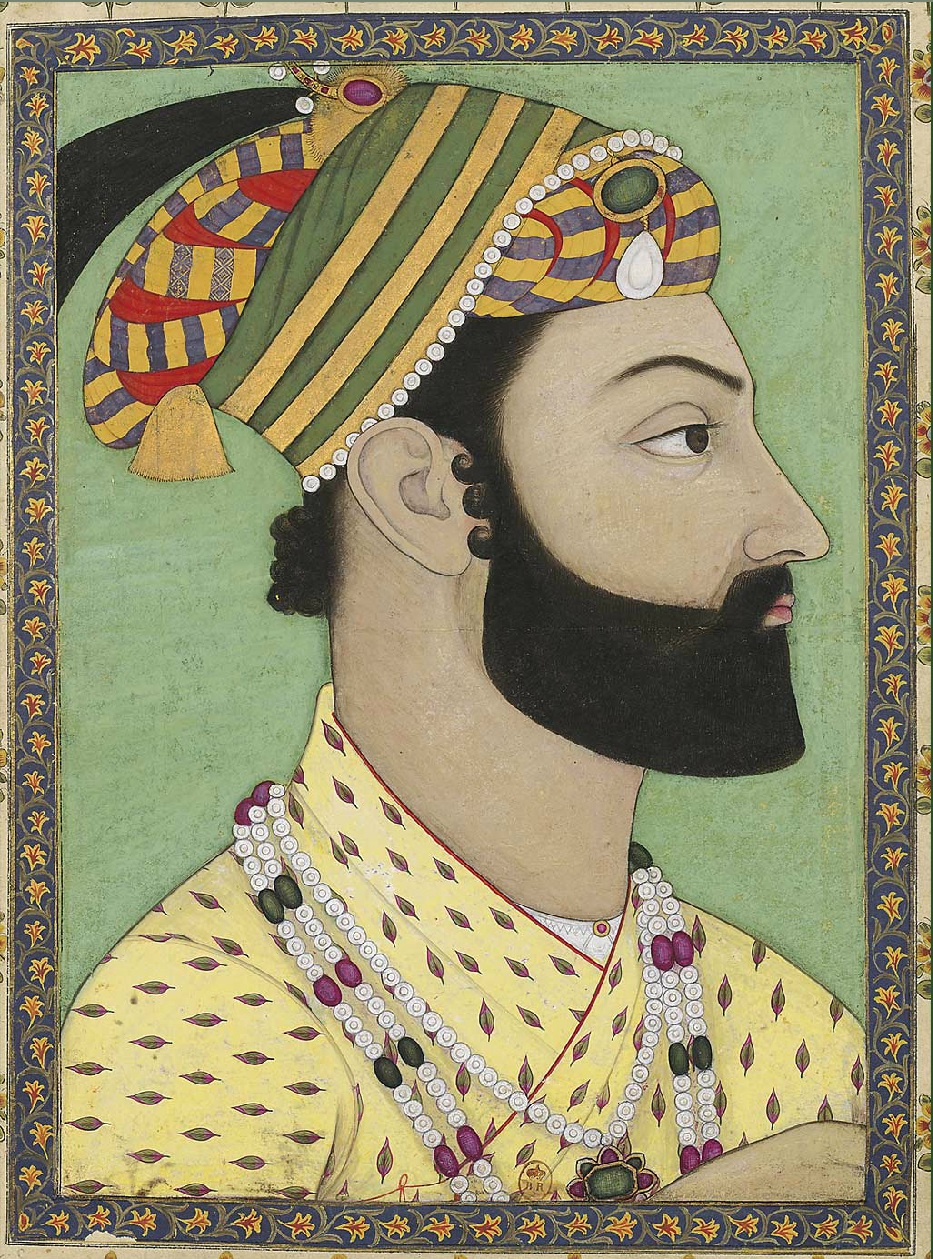
Ахмед-шах Абдалі правитель Дурранійської імперії у 1747 році

Ахмед-шах розпочав своє правління з захоплення Газні спільно з племенем гільзаїв, а потім Кабула. У 1749 році Могольська влада була змушена поступитись Сіндом, Пенджабом та важливою переправою через річку Інд, щоб захистити себе від афганського вторгнення. Таким чином, афганці отримали значну територію на сході без бою. На заході Ахмед-шах заволодів Гератом, в якому правив онук Надір-Шаха Шах Рух. Герат здався після майже річної облоги та кривавої битви, так само як і Мешхед (нині Іран).
Потім він відрядив армію до регіонів на північ від гір Гіндукуш. У стислі терміни з потужною армією під його контроль потрапили туркменські, узбецькі, таджицькі й хазарійські племена Північного Афганістану. Ахмед вторгся до імперії Мугал втретє, а потім і вчетверте, закріпив контроль над Пенджабом і Кашміром. Тоді, на початку 1757 року, він захопив Делі, але дозволив Могольській династії зберегти номінальний контроль над містом до тих пір, поки правитель визнає суверенітет Ахмед-шаха над Пенджабом, Сіндом і Кашміром. Залишивши там свого другого сина Тимура-Шаха для захисту власних інтересів, Ахмед-шах залишив Індію, щоб повернутись до Афганістану.